# Liubov Golàntxikova
Liubov Aleksàndrovna Golàntxikova rus: Любо́вь Алекса́ндровна Гола́нчикова de vegades escrit Galàntxikova rus: Галанчикова (Viljandi, llavors Imperi Rus, actualment Estònia, 1889 - Nova York, Estats Units, 28 de març de 1959), fou una aviadora russa, la tercera dona a rebre, en el llavors Imperi rus la llicència de pilot, i la primera dona pilot de proves a fer proves de vol d'avions per a Anthony Fokker, per a l'empresa aeronàutica francesa Morane-Saulnier i el fabricant d'avions rus Fiódor Terésxenko.

## Biografia
Va néixer el 1889 i ja en la seva joventut va adquirir popularitat. Igual que Raymonde de Laroche Golàntxikova era una actriu professional, que actuava en un vodevil com a cantant i ballarina, sota el pseudònim de "Molly Moret" (rus: Мили Море), i igual que a la seva col·lega francesa, l'impuls per dedicar-se a l'aviació li vingué per haver conegut un altre pilot, en el seu cas el pioner de l'aeronàutica russa Mikhaïl Iefímov. La història es va repetir amb tots els detalls - presentació, invitació a fer "un tomb"" en un avió, l'emoció de volar i el desig a qualsevol d'aprendre a controlar una màquina voladora-. Va passar a la tardor del 1910.

### Escola de vol
Un any després Golàntxikova s'inscrigué a l'escola de vol "Gumaiun", la mateixa, on va estudiar la primera dona aviadora russa, Lídia Zvereva. L'aprenentatge no va ser fàcil a l'escola. Els 20 estudiants tenien un sol avió "Farman" per practicar.
El 9 d'octubre de 1911, Golàntxikova es va graduar de l'escola secundària i va aprovar l'examen per al títol de pilot. Va aconseguir un diploma amb el número 56. Era la tercera dona russa que aconseguia el títol d'aviadora, després de Lídia Zvéreva i Ievdokia Anatra). Aviat la revista "Butlletí de l'aeronàutica", va informar que una famosa actriu, després d'haver passat l'examen de pilot d'aviació finalment es llançava a l'escena. Va arribar a l'aeroclub de Sant Petersburg, va presentar una sol·licitud perquè li donessin un aparat per fer pràctiques de vol, i va obtenir el permís.

### Carrera
Liubov Golàntxikova acceptà la invitació del departament de Riga de l'aeroclub de totes les Rússies per fer diversos vols públics. Per desgràcia, va haver d'efectuar una aterratge d'emergència greu, però se'n va sortir amb ferides lleus i va tornar a Sant Petersburg. Durant el concurs d'avions militars, l'aviadora es va reunir amb l'empresari i també aviador Anthony Fokker. Es va oferir a volar amb ell en un avió "Fokker" (aranya). Era el seu seu primer disseny. Es distingia per la seva originalitat i simplicitat.
A l'aviadora li agradava la seva facilitat de control, i la seva "escriptura a mà". Fokker la va convidar a Berlín per participar en una exhibició aèria internacional que tindrà lloc a la tardor.
Va passar tots els dies a l'aeròdrom de Johannisthal, prop de Berlín. La companyia li proporcionà els millors aparells que tenia. Durant un dels vols d'entrenament, l'aviadora assolí una altitud de 805 metres.
El 1912, Golàntxikova manifestà el seu desig de batre el rècord d'altura entre les dones. I en l'exhibició aèria internacional celebrada el 22 de novembre de 1912, Golàntxikova establí un nou rècord mundial d'altitud entre les dones, amb 2.200 metres, esclafant d'aquesta manera el rècord anterior de 825 metres en poder de la pilot alemanya Melli Beese. Després d'aquest vol, Golàntxikova nom es va donar a conèixer a nivell internacional.

## Primera Guerra Mundial
Quan esclatà la Primera Guerra Mundial, Golàntxikova, que llavors ja s'havia casat (el seu marit era un ric comerciant), va tornar a Rússia. Ella va donar el seu "Voisin" a l'exèrcit tsarista i durant un temps s'apartà del vol. No obstant això, "la malaltia del cel" es va fer sentir, i aviat va abandonar la llar familiar. Golàntxikova va començar a realitzar vols de prova d'avions Farman - 22 d'ells es van produir a la fàbrica d'avions de Txervonskaia de Fiódor Terésxenko. Les proves es van dur a terme a la localitat de Txervone (actual óblast de Jitòmir a Ucraïna) .
Inicialment Golàntxikova va prendre part en la revolució bolxevic i va entrar en un esquadró d'entrenament de la Força Aèria de l'Exèrcit Roig. Ella va fer diverses sortides, però la major part del temps l'emprà en la preparació dels pilots de l'Exèrcit Roig durant la Guerra Civil Russa i també efectua una sèrie de missions de combat contra l'Exèrcit Blanc.

## Emigració
Després de la Guerra Civil, es va refugiar a Alemanya i el 1923 a Nova York, on durant un temps va conduir un taxi. Allà hi va morir el 1959.